# Bezzia annulipes
Bezzia annulipes är en tvåvingeart som först beskrevs av Johann Wilhelm Meigen 1830.  Bezzia annulipes ingår i släktet Bezzia och familjen svidknott. Inga underarter finns listade i Catalogue of Life.